# Modulatie (muziek)
In ons hedendaagse begrip is modulatie in de tonale muziek de verandering van toonsoort. Die modulatie kan plotseling of geleidelijk geschieden, maar verloopt doorgaans door middel van een cadens. Bij de plotselinge modulatie is er sprake van het plotseling optreden van akkoorden uit een andere toonsoort, in de vorm van een cadens. Bij de geleidelijke modulatie wordt via een of meer gemeenschappelijke akkoorden de overgang naar de andere toonsoort eerst gemaskeerd en pas bij de dominant hoorbaar. Het gemeenschappelijke akkoord is het spilakkoord. Het woord werd echter aanvankelijk ook gebruikt in de zin van het veranderen van toonhoogte.  

## Renaissance

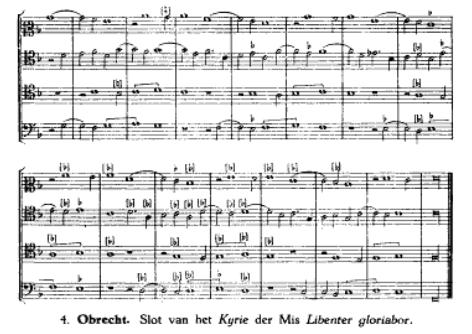
Jacob Obrecht: einde van de Missa Libenter Gloriabor

In 1941 schreef musicoloog Mark van Crevel een stuk met de titel 'Verwante Sequensmodulaties bij Obrecht, Josquin en Coclico', waarin hij reageert op een artikel uit 1937 van Dr. Lowinsky die daarin de eerste vorm van modulatie probeerde aan te tonen. Van Crevel bekritiseert Lowinsky ten dele, omdat hij vindt dat je muziek uit die tijd niet door de bril van nu kunt bekijken. Hij onderschrijft en onderbouwt echter met enige voorbeelden dat het herhalen van een melodie op een andere toonhoogte, dus met behoud van halve en hele toonafstanden, in veel gevallen niet per se tot een modulatie hoeft te leiden. Dit kan namelijk ook het gevolg zijn van het vermijden, zoals destijds gebruikelijk, van ongewenste intervallen, zoals de tritonus. In zijn laatste voorbeeld, het einde van de Missa Libenter Gloriabor van Jacob Obrecht, zien we echter een voorbeeld waarbij het plaatsen van een es in de bas juist gevolgen heeft in de andere stemmen, die minder aantrekkelijk zijn, in de zin van het mijden van ongewilde intervallen op belangrijke plaatsen, dan wanneer het gewoon een e was geweest. Hieruit concludeert hij dat het niet anders kan dan dat Obrecht hier een modulatie wilde bewerkstelligen. Ook het argument dat de tekst de oorzaak zou zijn is volgens hem niet van toepassing. Modulatie, hoewel vanuit een ander perspectief vormgegeven, bestond dus al in de tweede helft van de 15e eeuw.

## Barok
Gebruikte Bach het woord 'moduleren' ook? Moduleren was een algemeen Duits woord voor veranderen, maar werd t.a.v. muziek meestal gebruikt voor het vormen van een melodie. Zijn achteroom-zegger en vriend Johann Gottfried Walther gebruikt de term in een brief aan zijn 'penvriend' Bokemeijer, een cantor uit Wolfenbuettel. Hij schrijft t.a.v. een muziekstuk:
In de prelude van deze suite in B majeur heeft de heer Auctore de ♭ voor aan de balk (opnieuw zijn eigen principium) weggelaten, terwijl hij dit in de vier andere delen van deze suite niet alleen correct in het voorschrift heeft geplaatst, maar ook nog eens onnodig heeft aangegeven. De verontschuldiging die anderen vaak aanvoeren voor soortgelijke, maar dan langere stukken, namelijk "dat ze opzettelijk het teken ♯ of ♭ weglaten, dat normaal gesproken in een correct voorschrift en in overeenstemming met de modus hoort, zodat ze langer en ongehinderd kunnen moduleren [D. 'moduliren'] in de kwint en terts van de modus, en bijvoorbeeld het vaste voorteken ♭ niet te vaak door het herstellingsteken zouden willen opheffen", is hier helemaal niet van toepassing. Dit komt doordat in dit prelude het voor de e voorgeschreven mol meer dan 40 keer voorkomt, terwijl de e slechts 13 keer voorkomt en dus veel minder dominant is. 

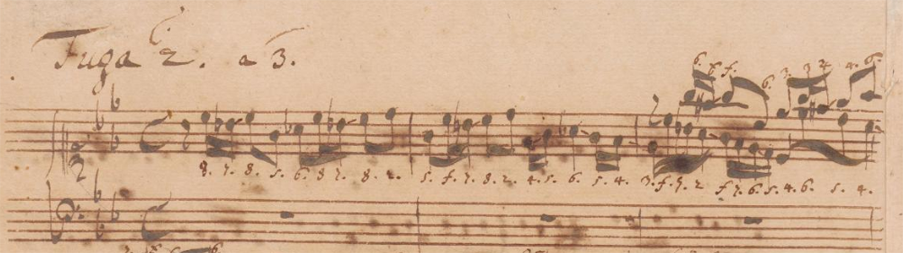
Sample uit de Fuga BWV 847 door B. C. Kayser (1705-1758)

Het lijkt of hij de term hier gebruikt zoals wij dat tegenwoordig doen, maar hij bedoelt het vormen van melodieën in de betreffende transposities. C.Ph.E. Bach gebruikt de term 'moduliren' in zijn "Versuch über die wahre Art das Clavier zu spielen" ook in de betekenis van het veranderen van toonhoogte.
Een mooi voorbeeld (zie afbeelding hiernaast) van hoe men in Bachs tijd omging met het veranderen van modus is een fragment uit Bachs Fuga BWV 847 genoteerd door Bachs leerling Bernhardt Christian Kayser (1705-1758), waarbij je kunt zien dat de tonica het symbool 'f' krijgt (van 'finalis') en de nummers van de toonladder-noten onder de noten staan. Het stuk staat in c-mineur en dan verschijnt er een fis'', wat Kayser aanleiding geeft om de g het symbool 'f' toe te kennen, omdat de toonladder van g-mineur de toonladder is waarin de tonen vanaf dat moment passen. Het werd door C.P.E. Bach aangeduid met de term Ausweichung.

## Klassieke Periode
Voordat het denken in akkoordschema's terrein veroverde dacht men meer in termen van het veranderen van 'toonschaal': uit welke toonladder haalde je voor het schrijven van een bepaald segment de benodigde noten? Hoe dit nog tot na de barok gangbaar was is te lezen in onderstaand fragment uit Catechismus der muzijk uit 1787 van de Zeeuwse musicus Joos Verschuere Reynvaan:
VEERTIENDE LES.

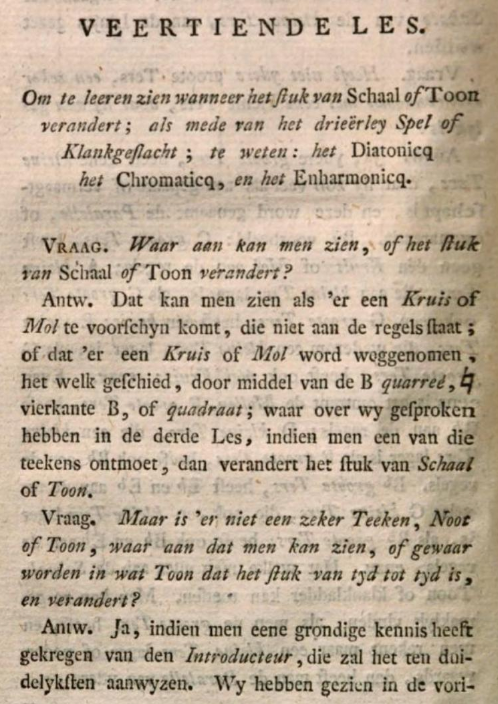
Catechismus der muzijk 1787

Om te leeren zien wanneer het stuk van Schaal of Toon verandert; alsmede van het drieërley Spel of Klankgeslacht; te weten: het Diatonicq, het Chromaticq, en het Enharmonicq.
VRAAG. Waar aan kan men zien, of het stuk van Schaal of Toon verandert?
Antw. Dat kan men zien als ‘er een Kruis of Mol te voorschyn komt, die niet [voor-]aan de regels [notenbalk] staat; of dat ‘er een Kruis of Mol word weggenomen, hetwelk geschied, door middel van de B quarreé, 
♮, vierkante B, of quadraat; waar over wy gesproken hebben in de derde Les, indien men van die teekens ontmoet, dan verandert het stuk van Schaal of Toon.

VRAAG. Maar is ‘er niet een zeker Teeken, Noot of Toon, waar aan dat men kan zien, of gewaar worden in wat Toon dat het stuk van tyd tot tyd is, en verandert?
Antw. Ja, indien men eene grondige kennis heeft gekregen van den Introduceur, die zal het ten duidelyksten aanwyzen. Wy hebben gezien in de vorige Les, dat den Introduceur, is, de zevende Toon van den Hoofdtoon der Schale; indien men nu hier maar op let, zoo zal men ras de Hoofdtoon van ydere Schaal gedurende het geheele stuk gewaar worden.— Joos Verschuere Reynvaan in Catechismus der muzijk uit 1787

In waarschijnlijk het eerste "Algemeene Muzijkleer"-boek in Nederland - een vertaling van de Duitse versie van Gottfried Weber uit 1829 - zien we het woordje 'uitwijken' gebruikt worden om modulatie mee aan te duiden.

In een muzijkstuk blijft evenwel niet altijd eene en dezelfde toonsoort, maar men kan ook bij afwisseling verschillende toonsoorten op elkander laten volgen, of gelijk men het gewoonlijk noemt, naar eene andere toonsoort of toon uitwijken. 
In de tweede helft van de 19e eeuw ontstond muziek die voortdurend moduleerde en zelden lang in een toonsoort verbleef. De latere opera's van Wagner en ook vooral het werk van Skrjabin en Reger zijn goede voorbeelden van deze zwevende tonaliteit: muziek met weinig tonica's en vooral veel (gealtereerde) subdominanten en dominanten.
Met behulp van een kwintencirkel kan eenvoudig worden nagegaan met welk wijzigingsteken naar welke toonladder wordt gegaan. 
Om te kunnen spreken van modulatie moet er ook bevestiging plaatsvinden. Dit wil zeggen dat als van bijvoorbeeld van C-majeur naar G-majeur (één kruis) wordt gemoduleerd, een g gebruikt moet worden om te kunnen spreken over modulatie (bevestiging). 
Men moet modulatie niet verwarren met harmonisch en melodisch mineur. Hierbij worden kruisen, dubbelkruisen of herstellingstekens gebruikt zonder dat er sprake is van modulatie.

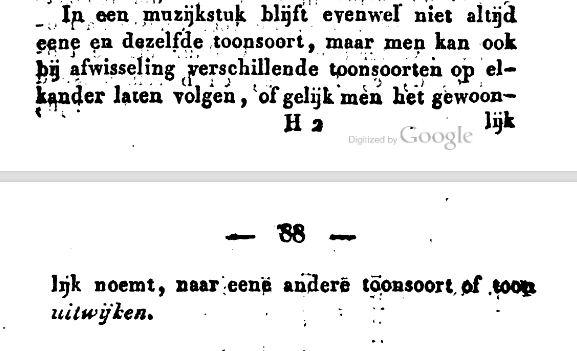